# Rokyni
Rokyni (ucraniano: Роки́ні; polaco: Rokinie) es un asentamiento de tipo urbano de Ucrania, constituido administrativamente como una pedanía de la ciudad de Lutsk, en el raión de Lutsk de la óblast de Volinia.
En 2021, la localidad tenía 1476 habitantes.
Se ubica a orillas del río Styr, unos 10 km al noroeste del casco antiguo de Lutsk, sobre la carretera M19 que lleva a Kóvel y Brest.

## Historia
Se conoce la existencia del pueblo en documentos desde 1545, cuando se menciona como "Rukynia" (Рукиня). En sus orígenes estuvo vinculado a las tierras del castillo de Lutsk, pero desde 1608 el señorío del pueblo pasó a familias nobles greco-católicas. A partir del siglo XIX, pasó a estar habitado principalmente por colonos alemanes. Tras ser ocupada la zona en 1939 por la RSS de Ucrania, los alemanes huyeron al oeste y Rokyni fue ocupado por habitantes ucranianos de pueblos cercanos, que desarrollaron un koljós. Adoptó estatus de asentamiento de tipo urbano en 1989. Antes de integrarse en el actual municipio de Lutsk en la reforma territorial de 2020, Rokyni tenía su propio ayuntamiento urbano, que incluía como pedanía a Bryshche.